# Høyholm
Høyholm est une localité du comté de Nordland, en Norvège.

## Géographie
Administrativement, Høyholm fait partie de la kommune de Vevelstad.